# 댄 쇼어

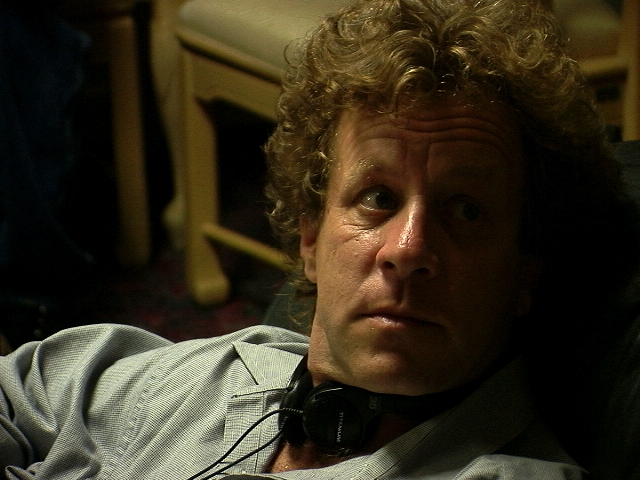

댄 쇼어(Daniel Shor, 1956년 11월 16일 ~ )는 미국의 배우, 각본가, 텔레비전 배우, 영화배우이다.
뉴욕에서 태어났다.

## 영화
- 나이트 트레인 (1999년)
- 에어 포스 원 (1997년)
- 도플갱어 (1993년)
- 배반의 도시 (1992년)
- 굴리스 3 (1991년)
- 스타 파이어 (1990년)
- 엑설런트 어드벤쳐 (1989년)
- 심취 (1986년)
- 블랙 문 라이징 (1986년)
- 마이크스 머더 (1984년) - 리처드 역
- 토크 투 미 (1984년)
- 낯선 침입자 (1983년)
- 트론 (1982년)
- 스트레인지 비헤비어 (1981년)
- 블랙 로드 (1981년)
- 와이즈 블러드 (1979년)